# Capraria integerrima
Capraria integerrima là một loài thực vật có hoa trong họ Huyền sâm. Loài này được Miq. mô tả khoa học đầu tiên năm 1849.